# Cancho Roano

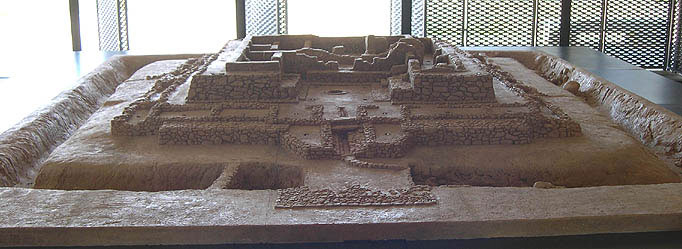
Modell von Cancho Roano

Cancho Roano ist eine archäologische Ausgrabung bei Zalamea de la Serena in der spanischen Provinz Badajoz. Sie befindet sich drei Kilometer nördlich von Zalamea de la Serena in Richtung Quintana de la Serena. Die Anlage ist seit 1986 als Bien de Interés Cultural geschützt.

## Beschreibung
Die fast quadratische Anlage bestand aus einem Gebäude über einer aufgeschütteten Terrasse und einem Graben. Das Haus aus einer Flucht kleiner Räume hatte ein befestigtes Tor im Osten, das Zugang zum Innenhof gewährte. Das Gebäude, das um 400 v. Chr. durch einen Brand zerstört wurde, hatte zwei Vorgängerbauten, die zu Beginn des 6. Jahrhunderts v. Chr. entstanden.
Das Gebäude diente möglicherweise als Palast mit Heiligtum und Depot.